# Michaël Ngoy
Michaël Ngoy (Losanna, 10 gennaio 1982) è un ex hockeista su ghiaccio svizzero che ha giocato oltre 1000 incontri nella Lega Nazionale A\National League con le maglie di Losanna, Fribourg-Gottéron e Ambrì-Piotta.
Il suo millesimo incontro in NL lo disputò il 23 ottobre 2020, nell'incontro tra l'Ambrì-Piotta e il Losanna, mettendo a segno anche una rete.
Ha vestito la maglia della nazionale della Svizzera tra il 2006 e il 2009.
Ha annunciato il ritiro al termine della stagione 2020-2021.